# Everöd
Everöd is een dorp in de Zweedse gemeente Kristianstad in de provincie Skåne. Het dorp heeft een inwoneraantal van 885 en een oppervlakte van 124 hectare (2010).

## Verkeer en vervoer
Bij de plaats loopt de Riksväg 19. Ook ligt vlak bij het dorp de luchthaven Kristianstad Airport.
De plaats had vroeger een station aan de Östra Skånes Järnvägar.